# Boulazac Isle Manoire
Boulazac Isle Manoire ist seit dem 1. Januar 2016 eine französische Commune nouvelle im Département Dordogne, Region Nouvelle-Aquitaine, mit 10.628 Einwohnern (Stand: 1. Januar 2022). Die Gemeinde gehört zum Arrondissement Périgueux und zum Kanton Isle-Manoire.
Sie entstand aus der Fusion von Atur, Boulazac und Saint-Laurent-sur-Manoire. Zum 1. Januar 2017 trat Sainte-Marie-de-Chignac der Gemeinde bei.

## Geographie
Boulazac Isle Manoire liegt etwa fünf Kilometer ostsüdöstlich vom Stadtzentrum von Périgueux an der Isle, in die hier der Manoire mündet, und wird umgeben von den Nachbargemeinden Trélissac im Norden, Bassillac et Auberoche im Osten und Nordosten, Saint-Pierre-de-Chignac im Osten und Südosten, La Douze im Südosten, Lacropte im Süden, Sanilhac im Süden und Westen sowie Périgueux im Nordwesten.

## Geschichte
Der Erlass vom 14. Dezember 2015 ermöglichte die Gründung der Commune Nouvelle zum 1. Januar 2016.

## Gliederung
| Ortsteil                     | ehemaliger INSEE-Code | Fläche (km²) | Einwohnerzahl (2022) |
| ---------------------------- | --------------------- | ------------ | -------------------- |
| Atur                         | 24013                 | 19,13        | 1.918                |
| Boulazac (Verwaltungssitz)00 | 24053                 | 14,58        | 7.038                |
| Saint-Laurent-sur-Manoire    | 24439                 | 10,44        | 1.078                |
| Sainte-Marie-de-Chignac      | 24447                 | 11,80        | .0594                |

## Sehenswürdigkeiten

### Atur
- Kirche Notre-Dame-de-l’Assomption, romanischer Bau aus dem 12./13. Jahrhundert, Glockenturm aus dem 14. Jahrhundert, seit 1947 als Monument historique eingeschrieben
- Totenlaterne aus dem 12. Jahrhundert
- Kastell Lafaye
- Schloss Le Breuilh aus dem 15. Jahrhundert, Um- und Anbauten im 17. Jahrhundert
- Schloss Beauvigier
- Kastell Pommier
- Taubenturm von Mazardie

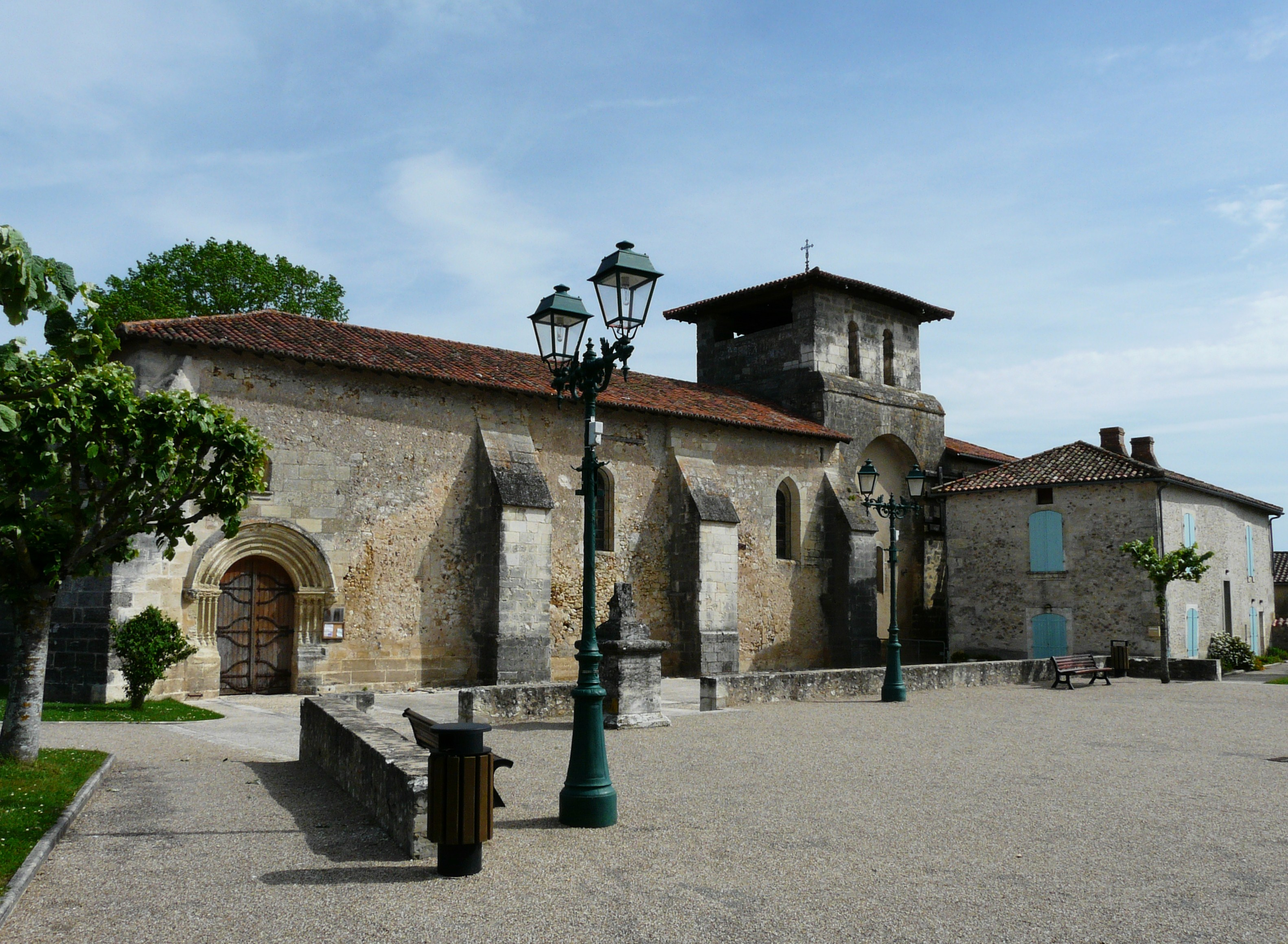
Kirche Notre-Dame-de-l’Assomption
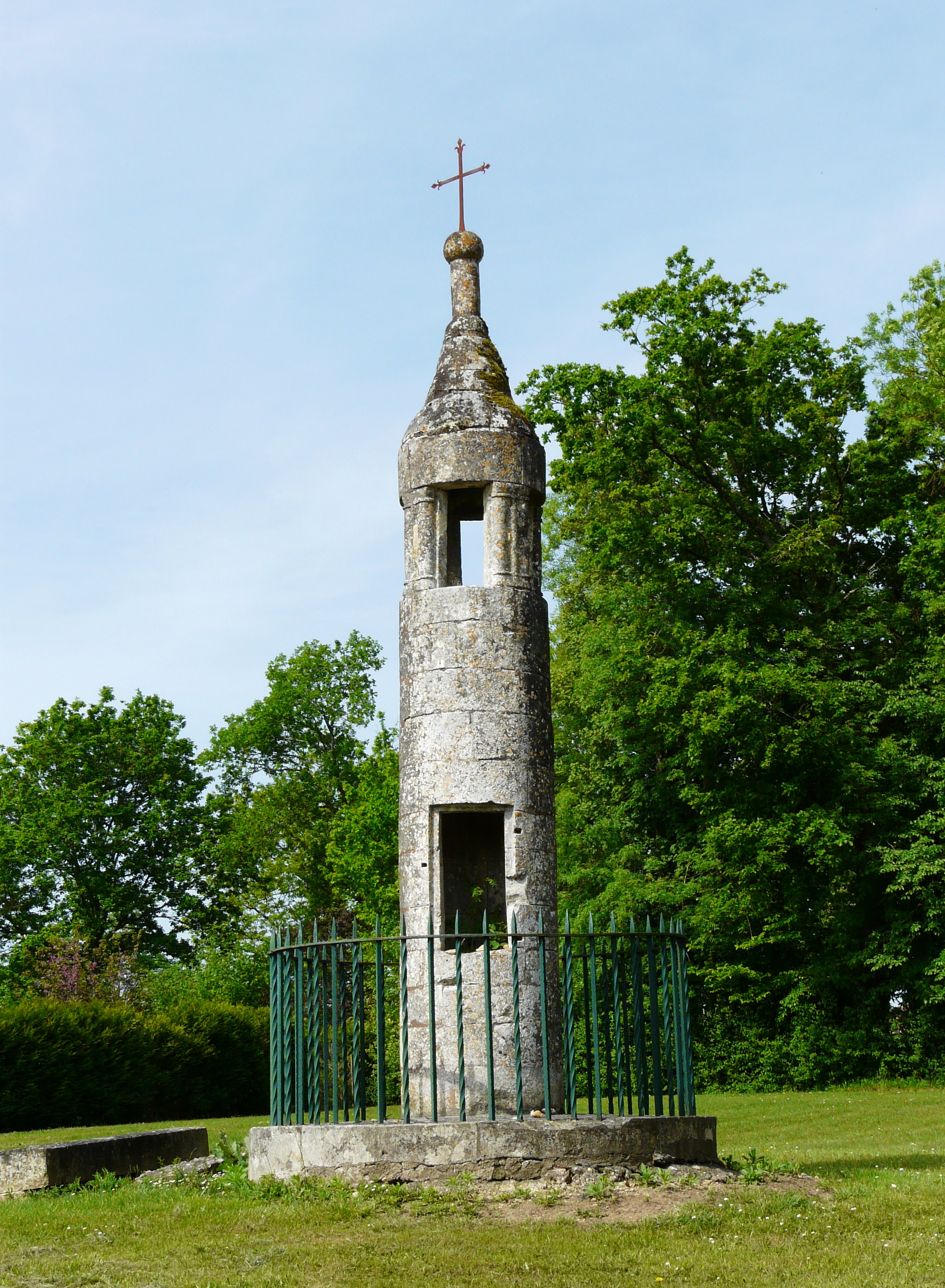
Totenlaterne
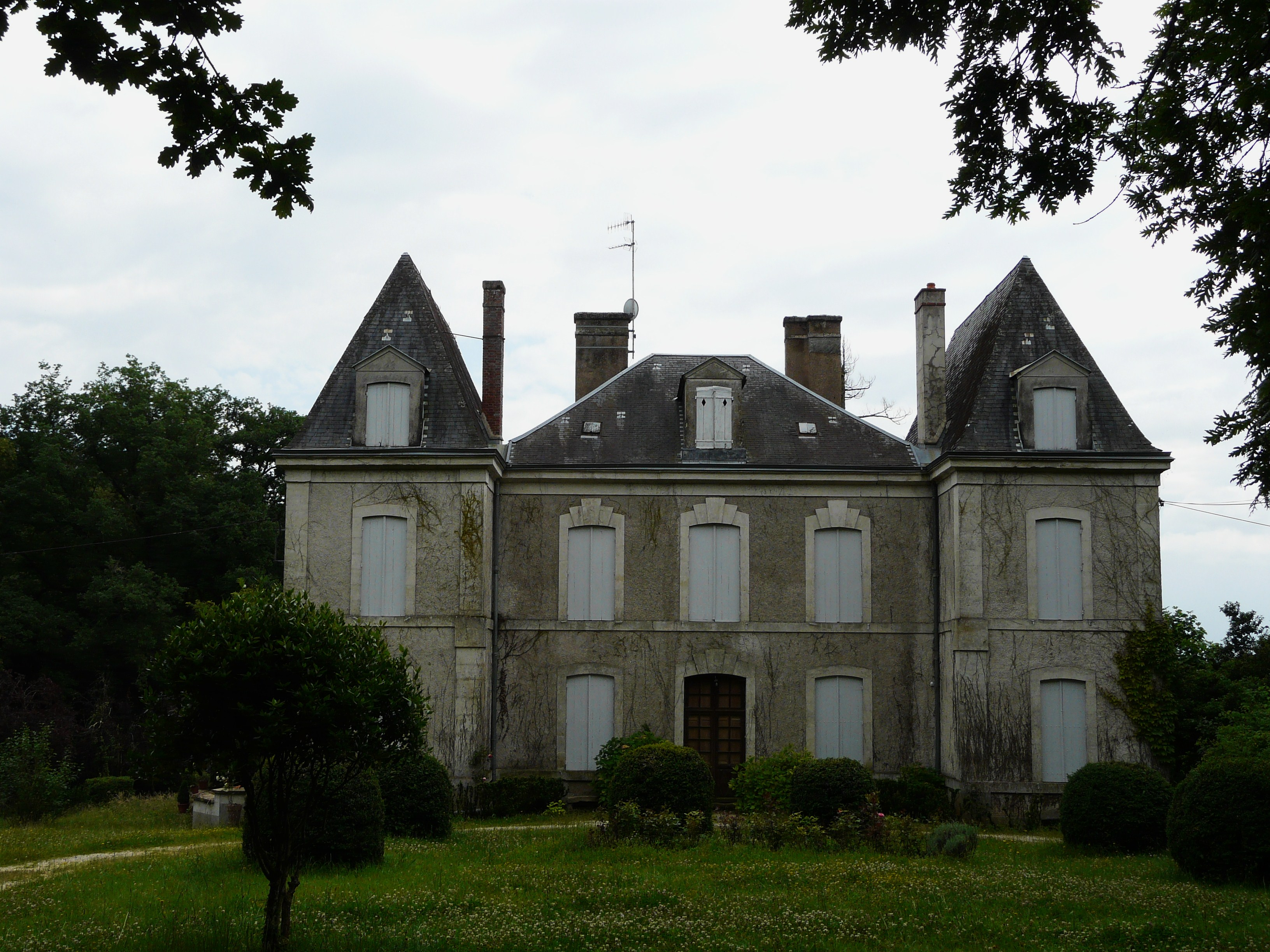
Kastell Lafaye

### Boulazac
- Château du Lieu-Dieu mit Taubenhaus
- neogotische Kirche Saint-Jean-Baptiste
- Kapelle des Franz von Assisi
- Park Lamoura
- Taubenhaus in Jaunour

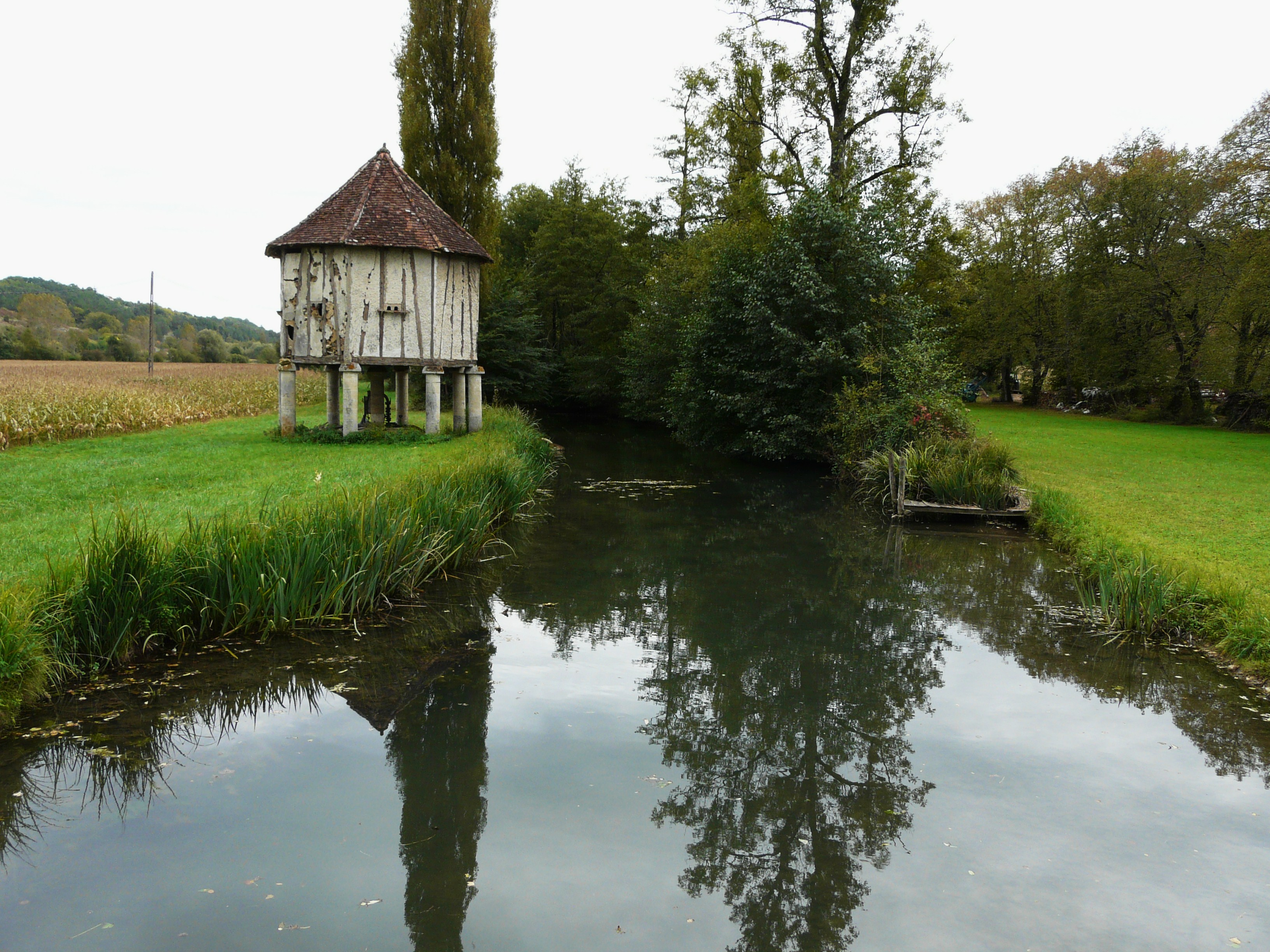
Taubenhaus am Fluss Manoire beim Château du Lieu-Dieu
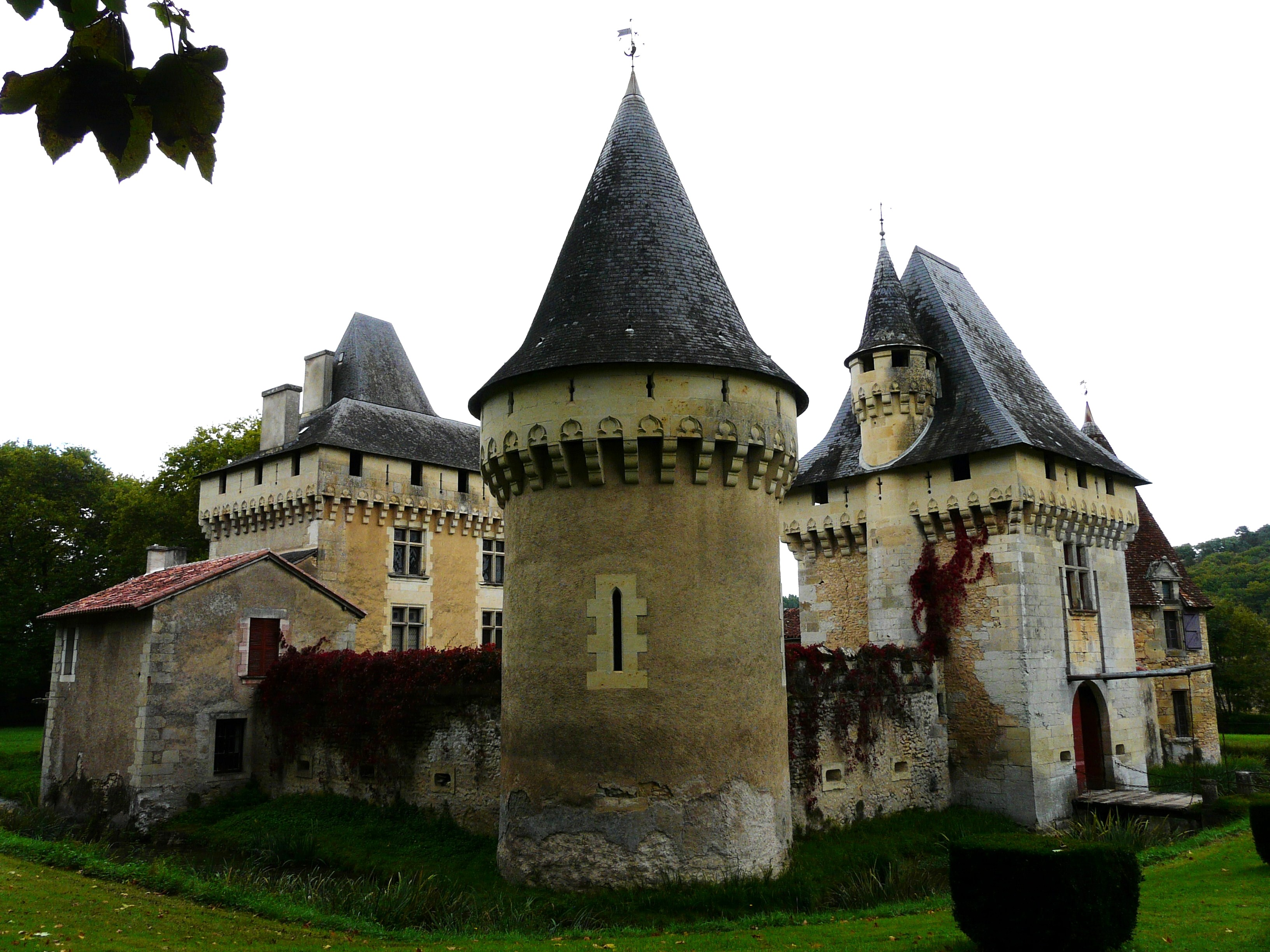
Château du Lieu-Dieu

### Saint-Laurent-sur-Manoire
- Kirche Saint-Laurent mit Chor aus dem 12. Jahrhundert und späteren Anbauten, seit 1986 als Monument historique eingeschrieben
- Herrenhaus aus dem 18. Jahrhundert, heutiges Rathaus
- Kartause La Croix Rouge

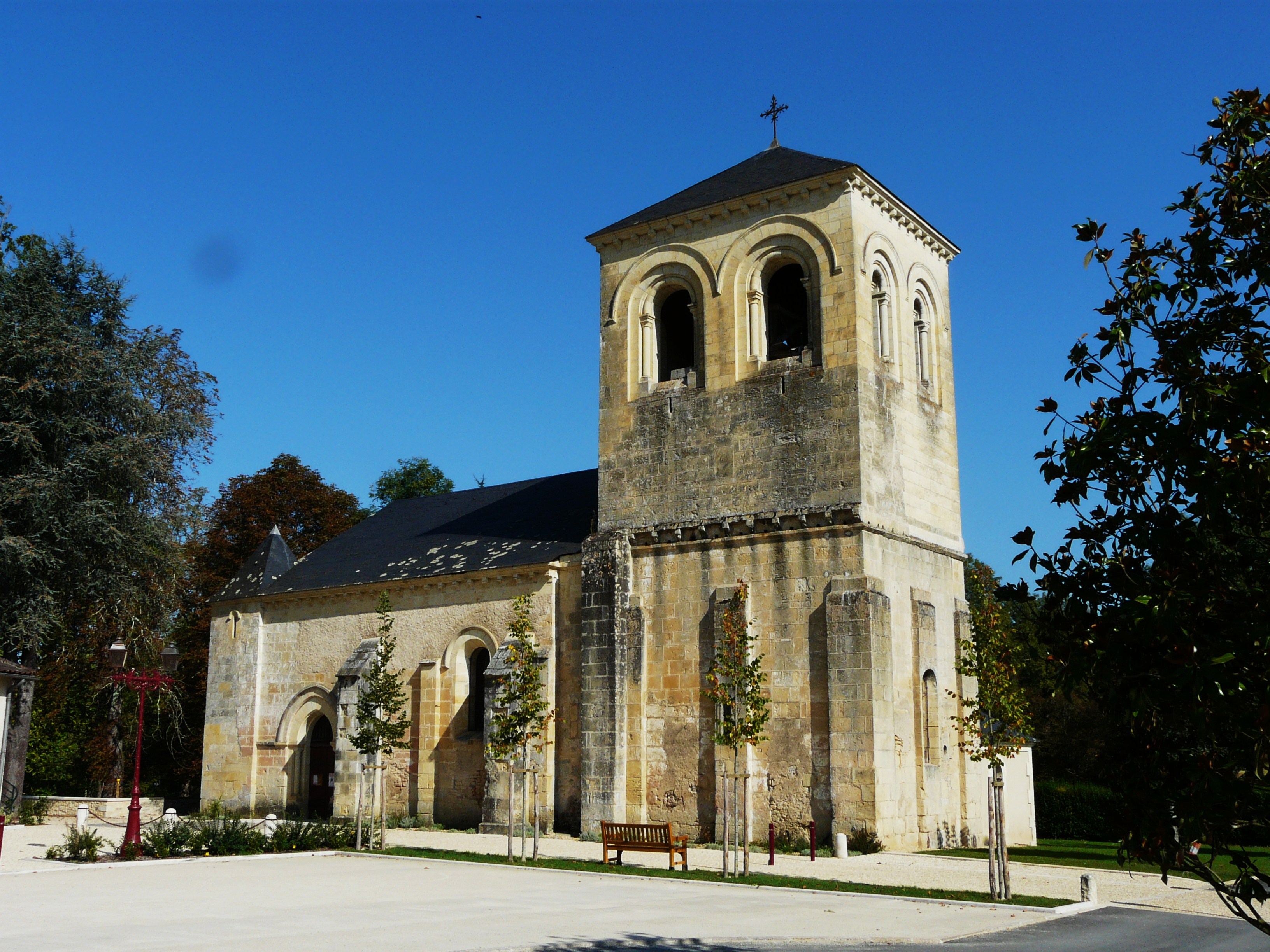
Kirche Saint-Laurent
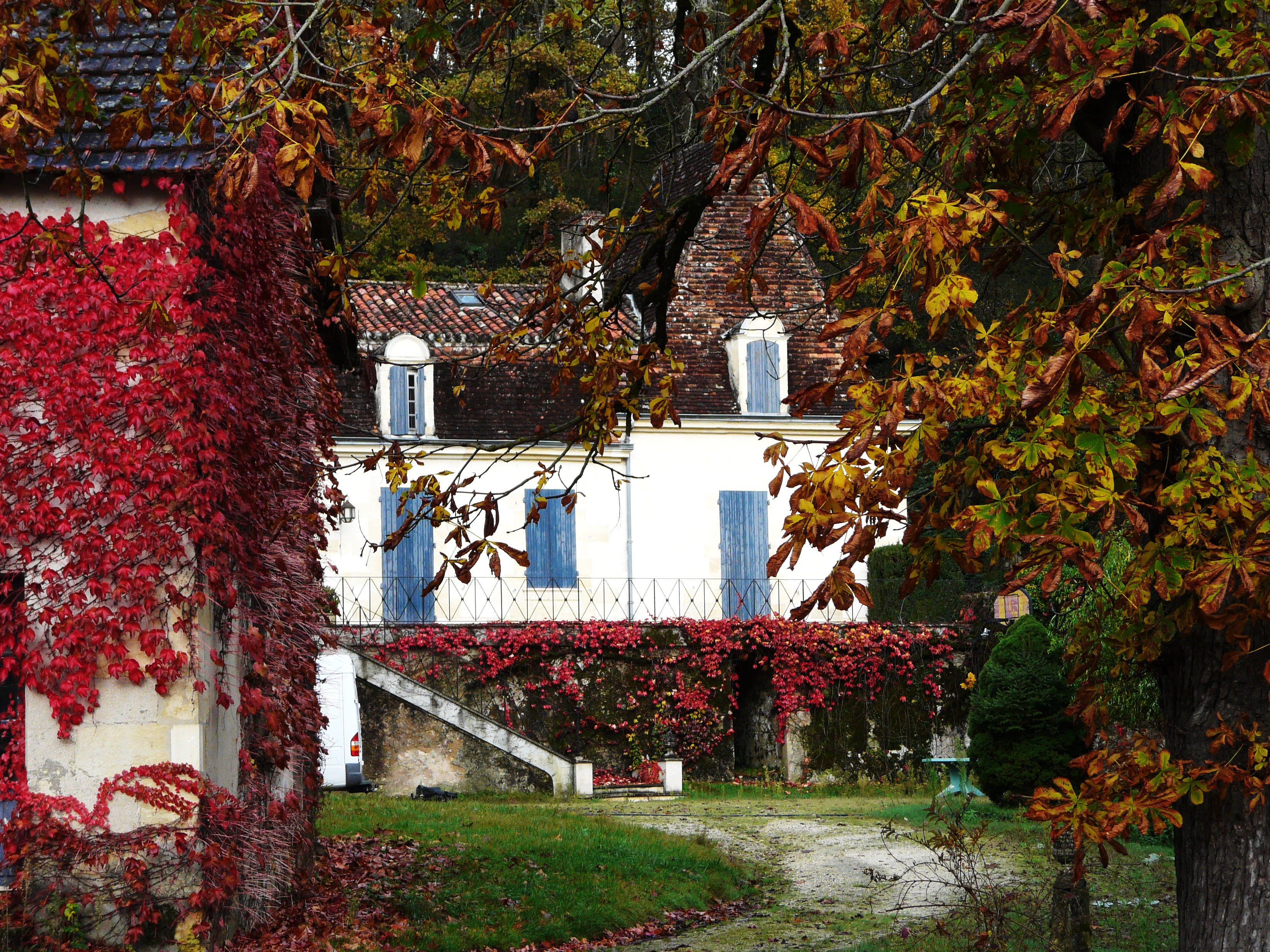
Kartause La Croix Rouge

### Sainte-Marie-de-Chignac
- romanische Kirche Notre-Dame de l’Assomption aus dem 12. Jahrhundert, im 14. und 16. Jahrhundert umgebaut, seit 2003 als Monument historique klassifiziert
- Schloss La Rolandie aus dem 18. Jahrhundert
- Chartreuse von Taboury

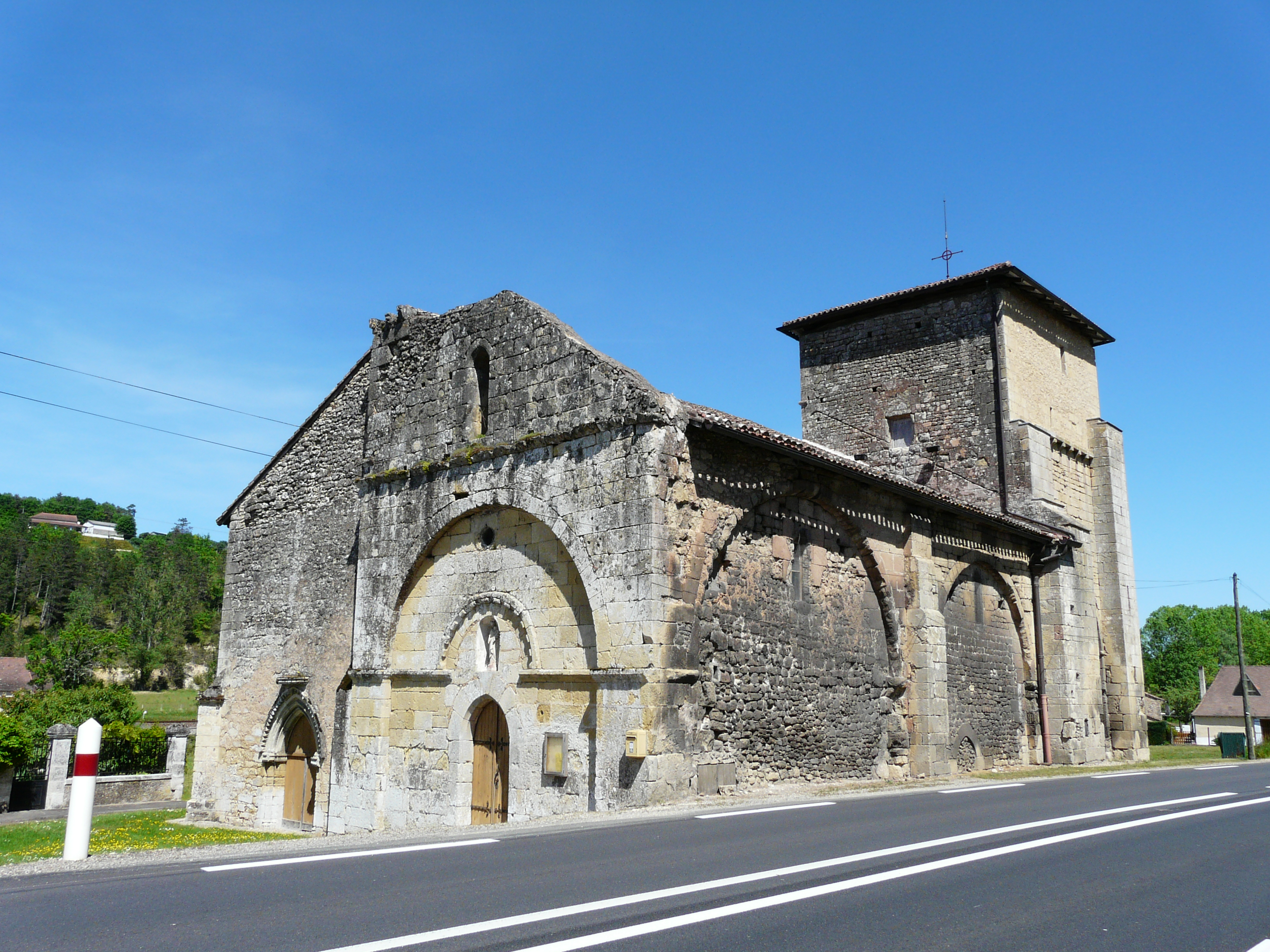
Kirche Notre-Dame de l’Assomption
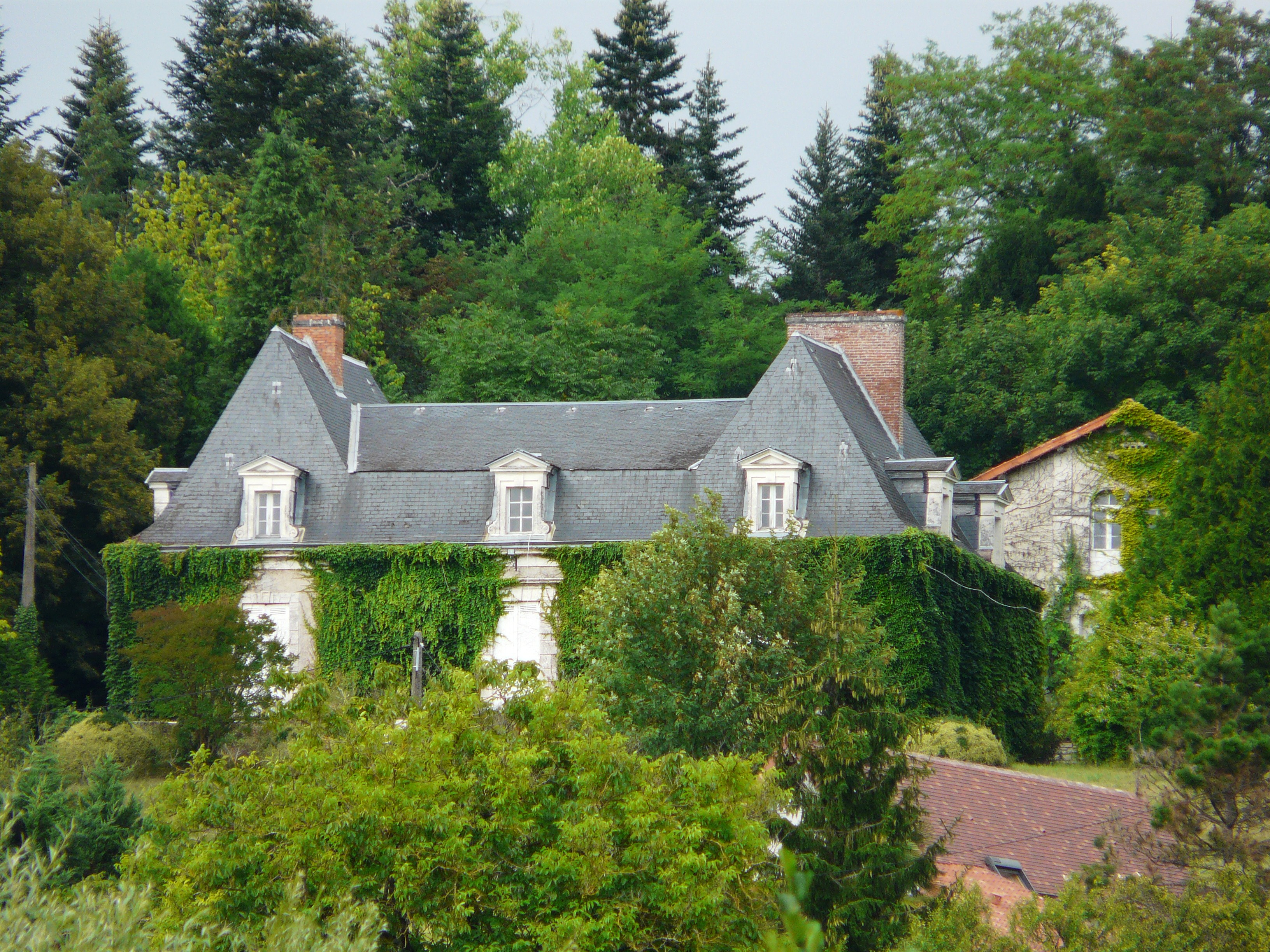
Schloss Rolandie
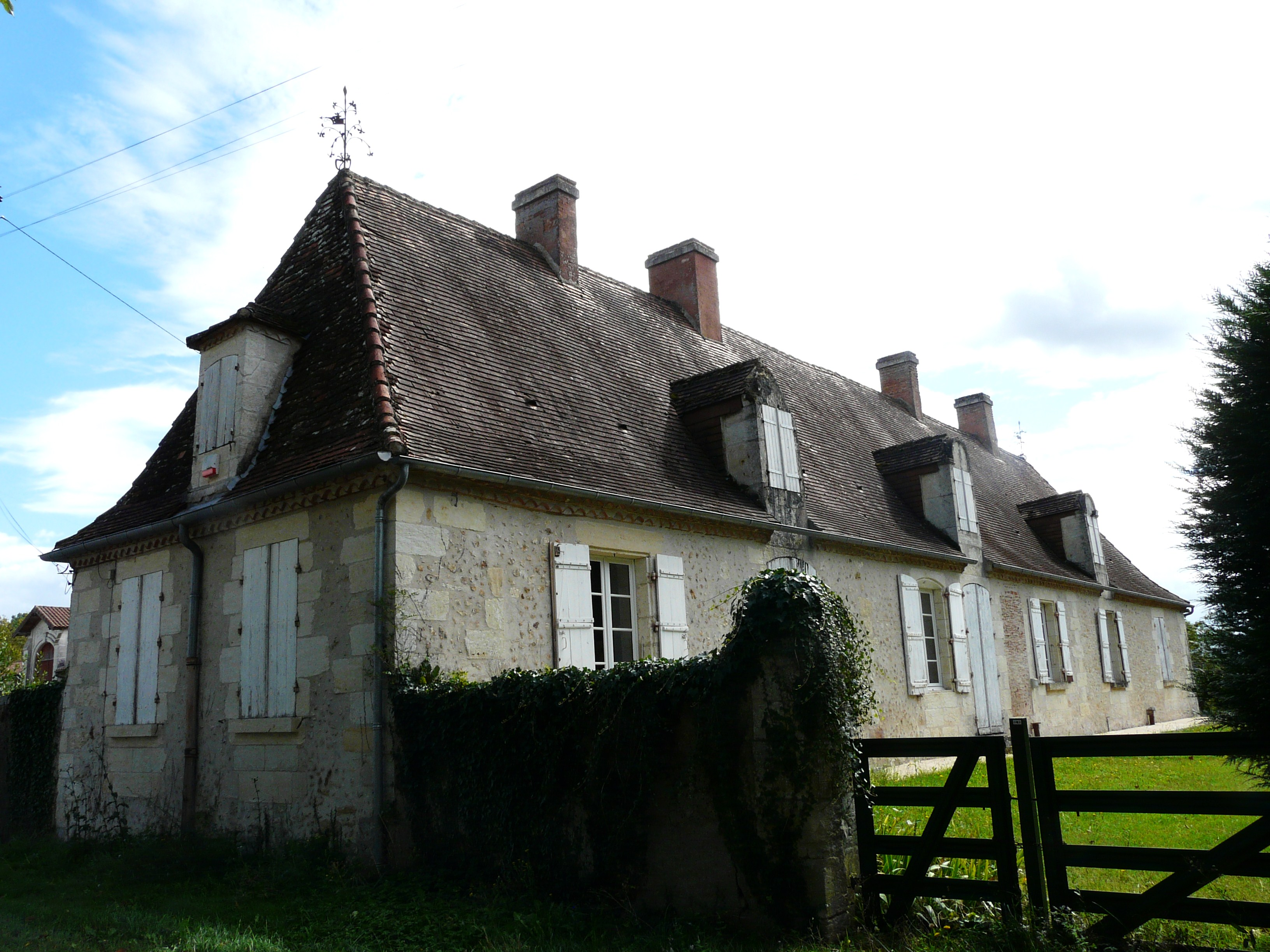
Chartreuse Taboury

## Partnerschaften
Seit 1989 bestand von Boualazac aus eine Partnerschaft mit der italienischen Gemeinden Bibbiena in der Provinz Arezzo (Toskana).
Mit der belgischen Gemeinde Yvoir in der Provinz Namur (Wallonien) bestand mit Atur seit 1990 eine Partnerschaft.

## Persönlichkeiten
- Roland Dumas (1922–2024), Gemeinderat von Saint-Laurent-sur-Manoire (1989–1995), Außenminister (1980er Jahre)